# Ouled Hbaba
Ouled Hbaba là một đô thị thuộc tỉnh Skikda, Algérie. Dân số thời điểm năm 2002 là 7.959 người.